# Hirschegg-Pack
Hirschegg-Pack é um município da Áustria, situado no distrito de Voitsberg, no estado da Estíria. Tem 99,13 km² de área e sua população em 2019 foi estimada em 1.017 habitantes.